# Indus (geologi)
| Trias 252 – 201 miljoner år före nutid | Trias 252 – 201 miljoner år före nutid | Trias 252 – 201 miljoner år före nutid | Trias 252 – 201 miljoner år före nutid |
| Period (System)                        | Epok (Serie)                           | Ålder (Etage)                          | Miljoner år sedan                      |
| -------------------------------------- | -------------------------------------- | -------------------------------------- | -------------------------------------- |
| Jura                                   | Äldre jura                             | Hettang                                | senare                                 |
| Trias                                  | Yngre trias                            | Rät                                    | 208–201                                |
| Trias                                  | Yngre trias                            | Nor                                    | 227–208                                |
| Trias                                  | Yngre trias                            | Karn                                   | 237–227                                |
| Trias                                  | Mellersta trias                        | Ladin                                  | 242–237                                |
| Trias                                  | Mellersta trias                        | Anis                                   | 247–242                                |
| Trias                                  | Äldre trias                            | Olenek                                 | 251–247                                |
| Trias                                  | Äldre trias                            | Indus                                  | 252–251                                |
| Perm                                   | Loping                                 | Changxing                              | tidigare                               |

Indus eller Indu är en geologisk tidsålder som varade för cirka 252 – 251 miljoner år sedan. Den utgör den äldsta åldern eller understa etagen inom perioden trias. Induåldern föreslogs 1956 av ryska forskare baserat på avlagringar nära floden Indus. Den globala referenspunkten (GSSP) finns dock i Kina.
Tidsåldern indus följde direkt efter Perm–trias-utdöendet, då cirka 95% av alla arter i havet dog ut.
I Sverige finns kända avlagringar från industiden endast på stort djup i Skåne.